# Squalus altipinnis
Squalus altipinnis là một loài cá Squaliformes thuộc họ Squalidae. Loài này sinh sống ở thềm lục địa ngoại khơi Western Australia, tại độ sâu từ 220 đến 510 m. Loài này đẻ trứng.